# زارنوو
زارنوو (به آلمانی: Sarnow) یک شهر در آلمان است که در فرپومرن-گرایفسوالد واقع شده‌است. زارنوو ۴۰۷ نفر جمعیت دارد.